# پیتربیلت
پیتربیلت (انگلیسی: Peterbilt) شرکت تولید صنعتی آمریکایی است، که در زمینه طراحی و ساخت کامیون فعالیت می‌کند. این شرکت در سال ۱۹۳۹ توسط تی. ای. پیترمن تأسیس شد. پیتربیلت به همراه کنورث جزو زیر مجموعه های شرکت پکار می باشند.

## تاریخچه
در اوایل قرن بیستم، حمل‌ونقل صنعت چوب بسیار زمان‌بر بود، زیرا تنه‌های چوب عمدتاً توسط تراکتورها حمل می‌شدند. تی‌ای پیترمن (مدیرعامل پیتربیلت) که به دنبال مدرن‌سازی صنعت حمل و نقل بود. در سال ۱۹۳۴، پیترمن سی‌هزار هکتار زمین جنگلی را در مورتون، واشنگتن خریداری کرد. او به‌جای استفاده از حمل و نقل راه‌آهن، جاده‌ها را برگزید و کامیون‌های شرکت وایت‌موتور را خریداری کرد.

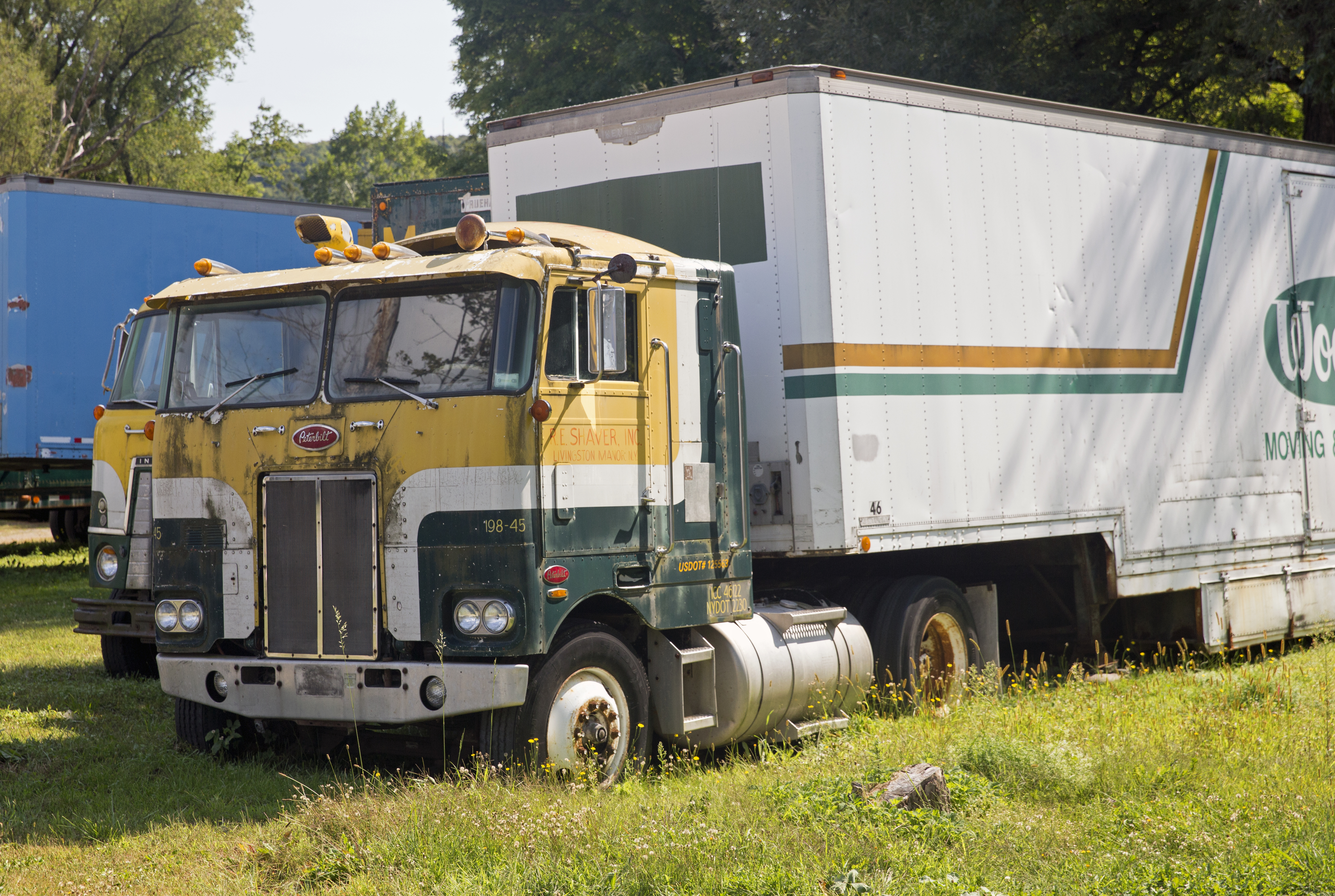
پیتربیلت ۲۸۲ منسوخ شده

در جریان سفر کاری، سال ۱۹۳۸ در سانفرانسیسکو، پیترمن متوجه شد که شرکت کامیون و موتور Fageol قرار است به مزایده گذاشته شود. در جستجوی فرصتی برای توسعه تولید محصولات خود، از Fageol را به قیمت پنجاه‌هزار دلار خریداری کرد و کارخانه ۱۳.۵ هکتاری Fageol را در اوکلند، کالیفرنیا، همراه با تجهیزات بود خریداری کرد، که در سال ۱۹۳۹ تکمیل شد.